# Firenzuola (Acquasparta)
Firenzuola è una frazione del comune di Acquasparta (TR), lungo la strada provinciale 418 che collega questo comune con quello di Spoleto.
Secondo i dati Istat del 2001 , il paese è popolato da 94 abitanti (162 secondo il sito comunale).
Sita sul versante spoletino dei monti Martani, a 480 m s.l.m., rappresentava un punto di confine tra Acquasparta ed il territorio longobardo di Spoleto. Il paese domina dall'alto il piccolo bacino artificiale del lago di Arezzo.

## Storia
Del suo tessuto medievale rimangono alcuni tratti di mura e le due porte di accesso. Già a partire dal 1000 fa parte delle Terre Arnolfe.
In esso si trovano delle interessanti torri di guardia risalenti al XIII secolo ed ora adibite ad alloggio. Nel 1332 è un castellato da cui dipendono i vicini borghi di Messenano, Arezzo e Scoppio Pignario.
I signori del luogo erano i Gallicitoli (con questo nome è noto intorno all'anno 1000), che hanno lasciato segni della loro presenza in vari stemmi (un galletto) posti sulle superfici esterne delle case. A sua volta, sembra che il nome provenga dalla presenza di un antico forte gallico posto in questa zona. Dopo la decadenza, avvenuta nel XII secolo, l'avvento di signori fiorentini ridiede vigore a questo borgo, e gli lasciò probabilmente in eredità il nome, Firençola, già dal 1414.
Tra i personaggi importanti nati in questo borgo va ricordato Giovanni di Santuccio di Scagno, uno scultore ed intagliatore che fu anche chiamato a Todi, nel 1414, per comporre la facciata della chiesa di San Fortunato.

## Monumenti e luoghi d'interesse
- Tratti di mura e porte di accesso al castello;
- Valle del torrente Maroggia e lago artificiale di Firenzuola;
- Chiesa di S. Maria in Rupino (XII secolo), romanica [2];
- Borgo di Arezzo, con i bei resti di un castello del XIV secolo;
- Borgo di Messenano, con castello e pieve romanica del XII secolo.